# William Philip Schreiner
William Philip Schreiner (30 août 1857 Wittebergen, Colonie du Cap - 28 juin 1919) Londres est un avocat, un homme politique et un chef de gouvernement, premier ministre de la colonie du Cap en Afrique du Sud de 1898 à 1900. Il est aussi l'un des frères de l'écrivain Olive Schreiner. 

## Biographie
William Philip Schreiner est né à la mission de Wittebergen dans l'est de la colonie du Cap. il est le dixième des enfants des missionnaires Gottlob Schreiner et Rebecca Lyndall et le plus jeune frère d'Olive Schreiner. 
Il fait ses études au collège d'Afrique du Sud au Cap puis à l'université du Cap de Bonne Espérance, à l'université de Londres et au Downing College de Cambridge. 
En 1882, William Philip Schreiner est admis au barreau anglais et retourne dans la Colonie du Cap comme avocat à la Cour suprême du Cap. 
En 1884, il épouse Frances Hester Reitz, l'une des sœurs de Francis William Reitz, futur président de l'État libre d'Orange. Le couple a deux fils et deux filles.
À partir de 1885, il devient conseiller juridique du parlement du Cap et conseiller juridique du gouverneur et du Haut commissaire à l'Afrique du Sud en 1887. 
En 1893, William Philip Schreiner est élu au parlement du Cap où il représente la circonscription nord de Kimberley. Il devient procureur général au sein du cabinet du premier ministre Cecil Rhodes. 
.

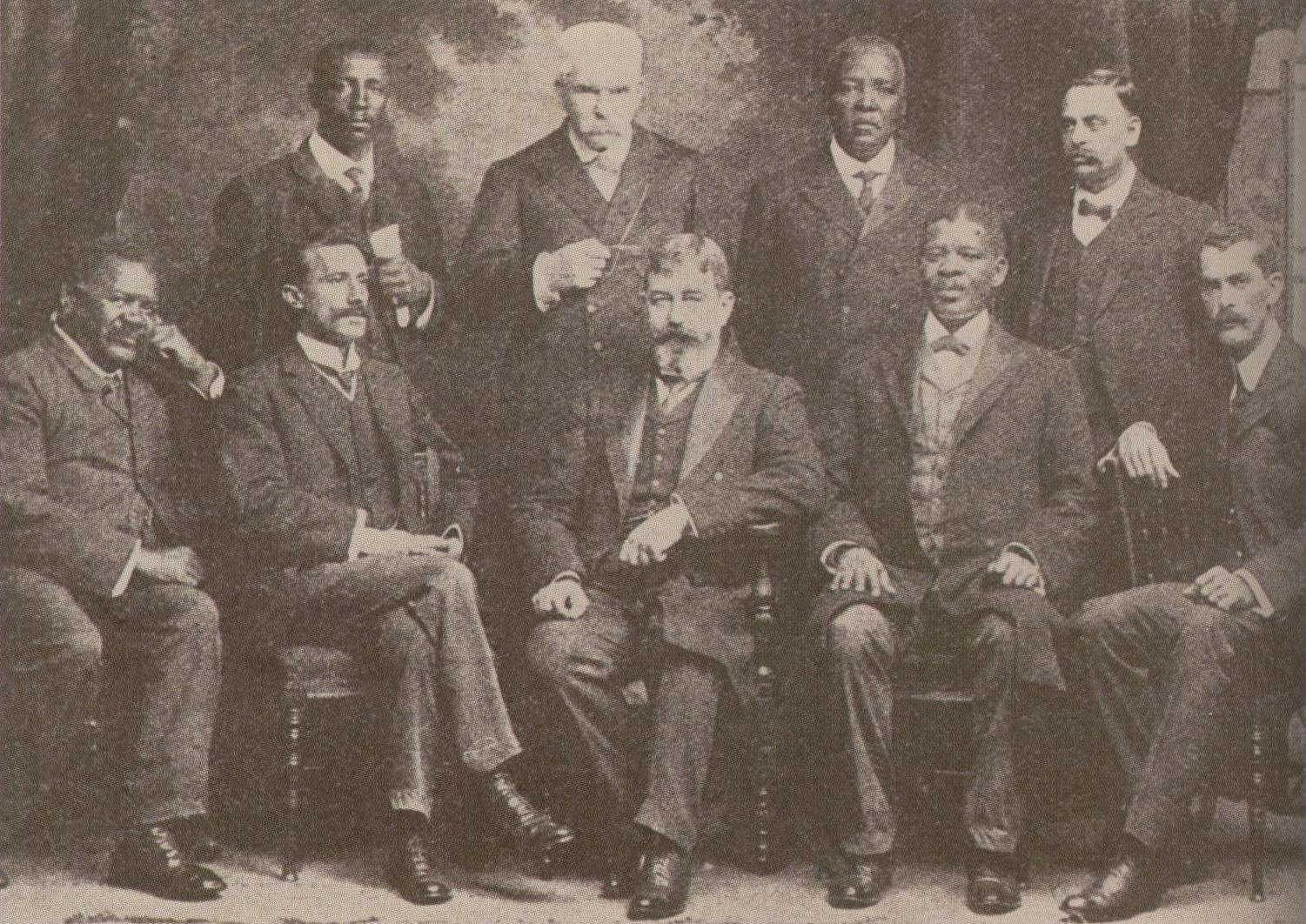
La contre-délégation sud-africaine dirigée par William Schreiner (au centre) comprenant au 1er rang John Tengo Jabavu, A. Abdurahman, William Schreiner, Walter Rubusana, Matt Fredericks et au second rang Thomas Mapikela, J. Gerrans, Daniel Dwanya et D.J. Lenders

En 1896, à la suite du raid Jameson sur le Transvaal et au rôle ambigüe de Rhodes dans cette tentative de coup d'État contre le gouvernement de Paul Kruger, Schreiner démissionne du gouvernement avec la majorité des membres du cabinet provoquant la chute de Rhodes. 
En 1898, William Philip Schreiner est réélu au parlement, cette fois dans la circonscription de Malmesbury. Il devient premier ministre avec le soutien de l'Afrikaner Bond. À ce poste, il tente de favoriser les négociations entre les Britanniques et le Transvaal au grand dam des bellicistes menés par Alfred Milner, le haut commissaire à l'Afrique du Sud. Il échoue à empêcher le déclenchement de la seconde guerre des Boers.
Marquant son hostilité à cette guerre et aux méthodes employées par l'armée britannique, il est contraint en juin 1900 à la démission par le haut commissaire. Il tente de se faire réélire au parlement en 1904 mais est battu par son adversaire. 
En 1908, il parvient à être élu dans la circonscription de Queenstown sur un programme progressiste, prônant une politique d'intégration des populations noires au système institutionnel et l'égalité des droits pour tous les hommes civilisés, quelle que soit leur race. 
Lors des travaux préparatifs à la constitution du Dominion de l'union d'Afrique du Sud, William Philip Schreiner estime que les droits des bantous seraient insuffisamment protégés dans la nouvelle constitution et se rend à Londres pour tenter d'empêcher la ratification de la constitution (le South Africa Act) par le parlement britannique. 
Ayant échoué, il est néanmoins élu au Sénat de la nouvelle Union sud-africaine où il représente les intérêts bantous. 
Au début de la Première Guerre mondiale, le premier ministre sud-africain Louis Botha le nomme Haut-commissaire de l'Afrique du Sud à Londres. William Philip Schreiner meurt à Trefaldwyn, au pays de Galles, le 28 juin 1919, le jour même de la signature du traité de Versailles.